# 민병훈 (법조인)
민병훈(閔丙勳, 1961년~)은 대한민국의 법조인이다. 사법시험 26회 출신으로 2008년 서울중앙지방법원 제23형사부의 부장판사였다.
경남 산청 출신으로 한성고와 서울대 법대에서 수학하였다. 사법시험에 합격한 해에 28회 행정고시에도 합격했다.
「삼성 비자금 의혹 관련 특별검사의 임명 등에 관한 법률」에 의하여 임명된 조준웅 특별검사가 불구속 기소한 이건희 삼성그룹 회장 등 전ㆍ현직 삼성 경영진 10명에 대한 재판의 제1심 재판장을 맡았다.
2009년 3월 법원에서 사임한 후 변호사로 개업하였다.

## 주요 판결
- 이부영 의원 제이유그룹 뇌물 수수 사건
- 유회원 론스타코리아 대표 구속 적부심 판결 - 4차례 기각
- 삼성 경영권 불법 승계 등에 대한 재판 1심 - 에버랜드 전환사채 헐값 발행 무죄, 삼성SDS BW 헐값 발행 면소